# Fukushima-ku
Fukushima-ku (福島区) est l'un des vingt-quatre arrondissements d'Osaka au Japon.
L'arrondissement est surtout résidentiel, mais on y trouve aussi des bureaux et un quartier commercial, ainsi que des usines et des commerces de gros. Au début des années 2000, on y a construit des gratte-ciel d'appartements et de bureaux à cause de sa proximité avec les quartiers d'affaires d'Umeda et de Dōjima.
L'arrondissement est délimité par la rivière Yodo au nord et la rivière Dojima au sud.

## Histoire
Pendant l'époque d'Edo, le lieu était occupé par un village. Au cours de l'ère Meiji, on y a construit de grandes usines, en particulier des usines textiles. En 1918, c'est à Fukushima-ku que Matsushita Electric Industrial Co. a été fondée. En 2015, on y trouve encore beaucoup d'imprimeurs et de vendeurs de pièces d'automobiles.
Avant la Seconde Guerre mondiale, l'hôpital de l'université d'Osaka et le Marché central étaient situés dans l'arrondissement.
Après la guerre, de nombreux bureaux vinrent s'installer près de la gare JR de Fukushima pour sa proximité avec le quartier d'affaires d'Umeda. Des quartiers d'usines se sont transformés en quartiers résidentiels et commerciaux.

## Lieux notables

### Bâtiments
- City Tower Nishi Umeda
- The Tower Osaka
- King Mansion Dōjimagawa
- City Tower Osaka Fukushima
- Fukushima Gardens Tower

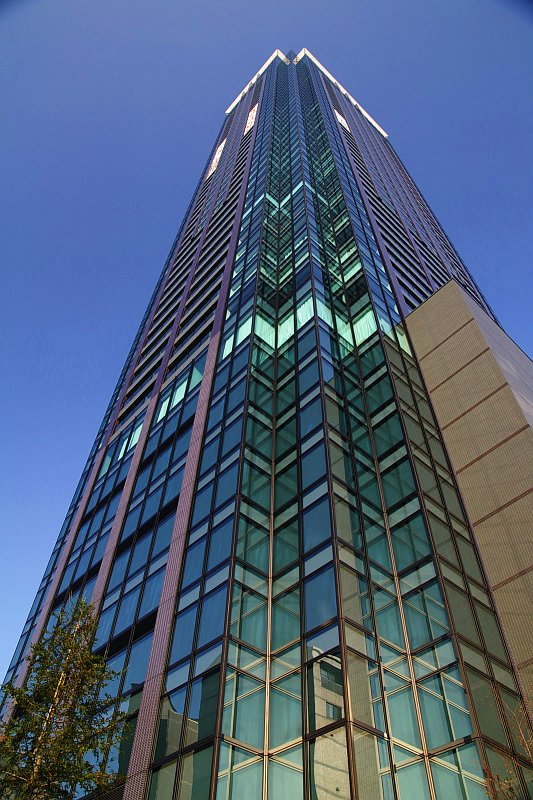
City Tower Nishi-Umeda.

- Osaka Nakanoshima Combined Government Office
- Gate Tower, qui est traversé par l'autoroute Hanshin Expressway
- Asahi Broadcasting Corporation
- Laxa Osaka, Hotel Hanshin
- Wiste (shopping centre)

### Bibliothèques
- Bibliothèques municipales de Fukushima

### Parcs
- Parc de Yodo-gawa
- Parc Shimo-fukushima

### Hôpitaux
- Osaka Kouseinenkin Hospital
- Kansai Electric Power Co. Hospital

### Grands magasins
- WISTE
- JUSCO, supermarché
- Yamada Denki
- Konan

### Sociétés
- Hanshin Electric Railway Co., Ltd.
- Asahi Broadcasting Corporation
- Osaka Nikkan Sports (journal)

### Usines
- Dainippon Sumitomo Pharma
- Shionogi
- Toppan Printing
- Rengo : Yodogawa Factory
- Fukuyama Transporting : Osaka distribution centre

### Information et communications
- NSPIXP-3 (IX)

### Lieux historiques
- Lieu de naissance de Fukuzawa Yukichi
- Monument Sakaro-no-matsu
- Sanctuaire Fukushima-tenmangu
- Sanctuaire Noda-ebisu-jinja